# Quyền LGBT ở Jersey
Quyền đồng tính nữ, đồng tính nam, song tính và chuyển giới (tiếng Anh: lesbian, gay, bisexual and transgender; tiếng Jèrriais: ???) ở sự phụ thuộc của Vương quốc Anh của Jersey đã phát triển đáng kể từ đầu những năm 1990. Hoạt động tình dục đồng giới đã bị coi thường vào năm 1990. Kể từ đó, LGBT mọi người đã được trao nhiều quyền hơn so với người dị tính, chẳng hạn như độ tuổi đồng ý (2006), quyền thay đổi giới tính hợp pháp cho người chuyển giới người dân (2010), quyền tham gia quan hệ đối tác dân sự (2012), quyền nhận con nuôi (2012) và chống phân biệt đối xử và bảo vệ pháp lý rất rộng trên cơ sở khuynh hướng tình dục, chuyển đổi giới tính và tình trạng liên giới tính (2015). Jersey là quốc gia/lãnh thổ duy nhất của Vương quốc Anh bao gồm rõ ràng tình trạng liên giới tính trong các luật chống phân biệt đối xử. Hôn nhân đồng giới đã được hợp pháp tại Jersey kể từ ngày 1 tháng 7 năm 2018.
Trạng thái của quyền LGBT tương tự như Vương quốc Anh và hai phụ thuộc vương miện Đảo Man và Guernsey). Sự chấp nhận của xã hội đối với đồng tính luyến ái và các mối quan hệ đồng tính là cao. Jersey đã tổ chức sự kiện LGBT công khai đầu tiên vào tháng 7 năm 2014, khi hàng trăm người tham gia tập trung tại Saint Helier để kêu gọi hợp pháp hóa hôn nhân đồng giới.

## Bảng tóm tắt
| Hoạt động tình dục đồng giới hợp pháp                                                                                       | (Từ năm 1990)                               |
| Độ tuổi đồng ý (16) | (Từ năm 2006)                               |
| Luật chống phân biệt đối xử trong việc làm                                                                                  | (Từ năm 2015)                               |
| Luật chống phân biệt đối xử trong việc cung cấp hàng hóa và dịch vụ                                                         | (Từ năm 2015)                               |
| Luật chống phân biệt đối xử trong tất cả các lĩnh vực khác (bao gồm phân biệt đối xử gián tiếp, ngôn từ kích động thù địch) | (Từ năm 2015)                               |
| Luật chống phân biệt đối xử bao gồm bản dạng giới trong tất cả các lĩnh vực                                                 | (Từ năm 2015)                               |
| Phân biệt đối xử dựa trên tình trạng liên giới tính bị cấm                                                                  | (Từ năm 2015)                               |
| Hôn nhân đồng giới | (Từ năm 2018)                               |
| Công nhận các cặp đồng giới (ví dụ: quan hệ đối tác dân sự)                                                                 | (Từ năm 2012)                               |
| Con nuôi của các cặp vợ chồng đồng giới                                                                                     | (Từ năm 2012)                               |
| Con nuôi chung của các cặp đồng giới                                                                                        | (Từ năm 2012)                               |
| Người LGBT được phép phục vụ công khai trong quân đội                                                                       | (Từ năm 2000)                               |
| Quyền thay đổi giới tính hợp pháp                                                                                           | (Từ năm 2010)                               |
| Truy cập IVF cho đồng tính nữ                                                                                               | (Từ năm 2012)                               |
| Mang thai hộ cho các cặp đồng tính nam                                                                                      | (Cấm cho các cặp vợ chồng dị tính cũng vậy) |
| NQHN được phép hiến máu | / (Thời gian trì hoãn 3 tháng)              |